# Brachylasioptera gilbertiae
Brachylasioptera gilbertiae är en tvåvingeart som beskrevs av Edwin Möhn 1964. Brachylasioptera gilbertiae ingår i släktet Brachylasioptera och familjen gallmyggor.
Artens utbredningsområde är El Salvador. Inga underarter finns listade i Catalogue of Life.